# زوزانه گوگل-والی
زوزانه گوگل-والی (آلمانی: Susanne Gogl-Walli؛ زادهٔ ۵ مهٔ ۱۹۹۶) دونده زن اهل اتریش است.